# Beauftragung
Als Beauftragung wird im kirchlichen Sprachgebrauch die Übertragung eines Amtes oder Dienstes auf eine Person bezeichnet.

## Katholische Kirche
- die niederen Weihen. Diese Beauftragung wurde früher Institutio genannt
- heute vor allem die bischöfliche Erteilung der Missio canonica an Religionslehrer
- die bischöfliche Beauftragung zur Spendung des Sakramentes der Firmung
- seit den 1980er Jahren die bischöfliche Beauftragung als Pastoralassistent, Kommunionhelfer, Akolyth, Lektor oder Gottesdienstbeauftragter, teilweise auch von Gemeindereferenten
- die bischöfliche Beauftragung zum Generalvikar (auch bei den Altkatholiken). Sie endet mit Verzicht, Versetzung oder Abberufung.
- die päpstliche Beauftragung zum Primas Germaniae oder zum Legaten

## Evangelische Kirche
- nach der Wahl eines Pfarrers bzw. einer Pfarrerin durch die örtliche Kirchengemeinde folgt die Beauftragung, mit der das Amt übernommen wird
- seit 1945 gibt es auch die kirchliche Beauftragung zum Religionsunterricht an öffentlichen Schulen, die sogenannte Vokation (nach §7/3.2 GG, analog zur katholischen Missio canonica)
- zum Prädikanten

## Andere Kirchen und Gemeinschaften
- Altkatholische Kirche: im Wesentlichen wie bei der römisch-katholischen Kirche
- Freikirchen: kirchliche Beauftragung zur Erteilung von evangelischem Religionsunterricht (gemäß Vereinbarung mit Evang.Kirche Berlin-Brandenburg, 2003)
- Neuapostolische Kirche: deutliche Unterscheidung zwischen Amt (Ordination) und Beauftragung (zu Funktionen wie Bezirks- und Gemeindeleitung, Lehrtätigkeit oder Hilfsdienste)
- Charismatische Erneuerung und Pfingstbewegung: Beauftragung allenfalls zur Gemeindeleitung (ehrenamtlich) oder zum Prediger. Feste Strukturen werden zum Teil als Widerspruch gegenüber dem freien Wirken des Heiligen Geistes gesehen.

## Beauftragungen im Alten und Neuen Testament
Bei fast allen Propheten berichtet das Alte Testament von einer ausdrücklichen Beauftragung durch die Stimme Gottes. Auch die Bestätigung einer solchen Berufung durch Ältere (etwa bei Samuel) oder durch eine Vision (bei Ezechiel) wird berichtet, sowie geistliche Aufträge an Könige.
Im Neuen Testament werden ebenfalls pastorale Aufträge deutlich, unter anderem in der Entsendung der Jünger in die Dörfer, die Jesus besuchen wollte, oder die Beauftragung des Simon Petrus, die Kirche zu führen.